# Орхидная микориза
Орхидная микориза, микориза орхидных (ОМ) — один из типов микоризы, относимый к эндомикоризе.
Характерен только для растений семейства Орхидные. Проникая внутрь клеток растения, гифы образуют многочисленные кольца и переплетения. Отличительным свойством орхидной микоризы является её необходимость для прорастания семян и развития проростков. Традиционно считается мутуалистической ассоциацией гриба и растения, однако доказательства какой-либо пользы ассоциации для гриба в настоящее время отсутствуют.
Первоначально все грибные штаммы, выделенные из корней орхидных, группировались в мусорный род Rhizoctonia. Благодаря многочисленным экспериментам были получены половые стадии (телеоморфы) ряда симбионтов орхидных. Установлено, что микогетеротрофные орхидные и автотрофные орхидные вступают в связь с различными грибами. Зелёные орхидные живут в симбиозе с анаморфами базидиомицетов — Ceratorhiza (телеоморфа — Ceratobasidium), Epulorhiza (телеоморфы — Tulasnella и Sebacina), Moniliopsis (телеоморфа — Thanatephorus). Микогетеротрофы образуют микоризу с иными базидиомицетами — Russula, Thelephora, Tomentella.
Симбионты зелёных орхидных нередко образуют ферменты (целлюлазы, фенолоксидазы), разлагающие органические полимеры до сахаров, пригодных к использованию как растением, так и грибом. Бесхлорофилльные же орхидные с помощью гриба получают продукты фотосинтеза от автотрофных соседей, с которыми гриб связан эктомикоризой.

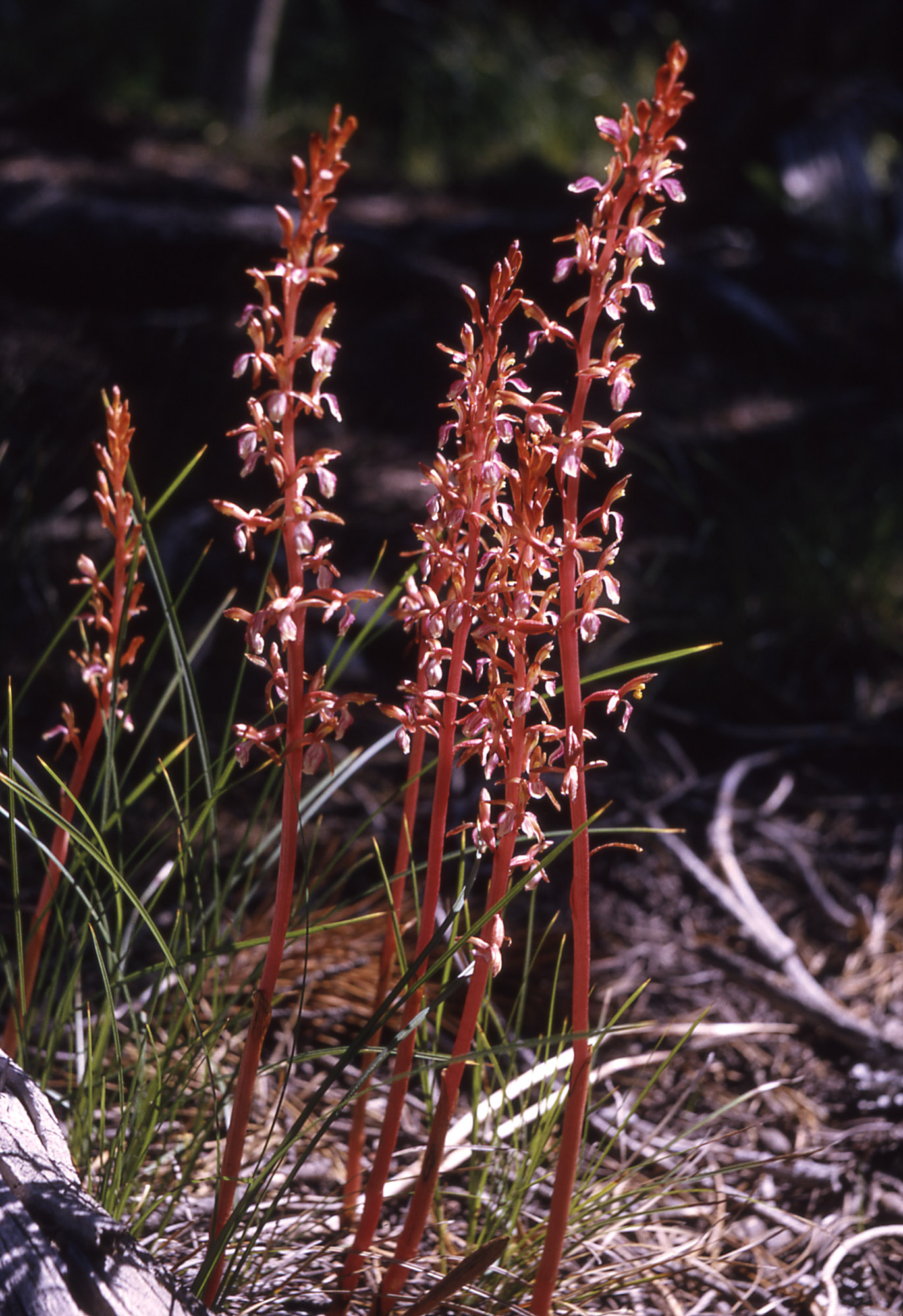
Corallorhiza mertensiana — пример микогетеротрофной орхидеи

## Прорастание семян и развитие проростков
Все орхидные образуют многочисленные пылеобразные семена с маленьким зародышем, лишённым корешочка и апикальной меристемы. В них имеется небольшой запас белков и липидов, заменяющих эндосперм. Вследствие этого для развития зародыша необходимо связывание с грибом, поставляющим необходимые ему углеводы. Образующийся протокорм образован паренхимными клетками, из которых затем образуется верхушечная меристема. Зачатки корней (все корни орхидных по происхождению — придаточные) появляются после формирования первого зародышевого листа. Стадии зародыша и протокорма в течение нескольких лет находятся под землёй, растение в это время является микогетеротрофом.
Гифы гриба в контакте с семенем проникают внутрь зародыша и образуют кольца, занимая почти все клетки эмбриона, за исключением будущих клеток меристемы и, иногда, клеток эпидермы. При этом происходит увеличение в размере ядер клеток растения. После деления клеток и образования протокорма части гиф, колонизировавших первичные клетки, подвергаются лизису.
После образования корней происходит их инокуляция гифами гриба из почвы (а не вследствие колонизации грибом протокорма), в некоторых случаях одно и то же растение может таким образом образовывать микоризу с несколькими видами грибов. Предположительно, проникновение внутрь корней происходит либо напрямую через клетки эпидермы, либо через корневые волоски.